# 묘치 우바이
묘치 우바이(일본어: 明智 優婆夷 みょうち うばい[*], 생몰년 미상)는 일본 가마쿠라 시대의 여성이자, 조동종의 태조, 케이잔 죠킨의 외할머니이다.

## 약력
가마쿠라 시대 초기에 태어났다. 성장하면서 당시 켄닌지에 머물던 도겐에 재가 신도로서 사사, 조동종의 여성 신도의 초분이 되었다. 이후에도 코쇼지, 에이헤이지와 도겐이 활동거점을 옮기자 따랐다.
그 후, 어떤 사정으로 딸의 회관과 8년간 떨어져있다가 재회하였다. 달은 에치젠의 우류씨에게 시집가고, 후에 케이잔 죠킨이 되는 교쇼를 낳았다.
말년에는 케이잔을 키우고, 케이잔이 8살이 되던 때에 에이헤이지에 입문하게 하고, 사미로 부르게 되었다.